# Erigonoploides cardiratus
Erigonoploides cardiratus är en spindelart som beskrevs av Kirill Yeskov 1989. Erigonoploides cardiratus ingår i släktet Erigonoploides och familjen täckvävarspindlar. Inga underarter finns listade i Catalogue of Life.